# Gazomierz

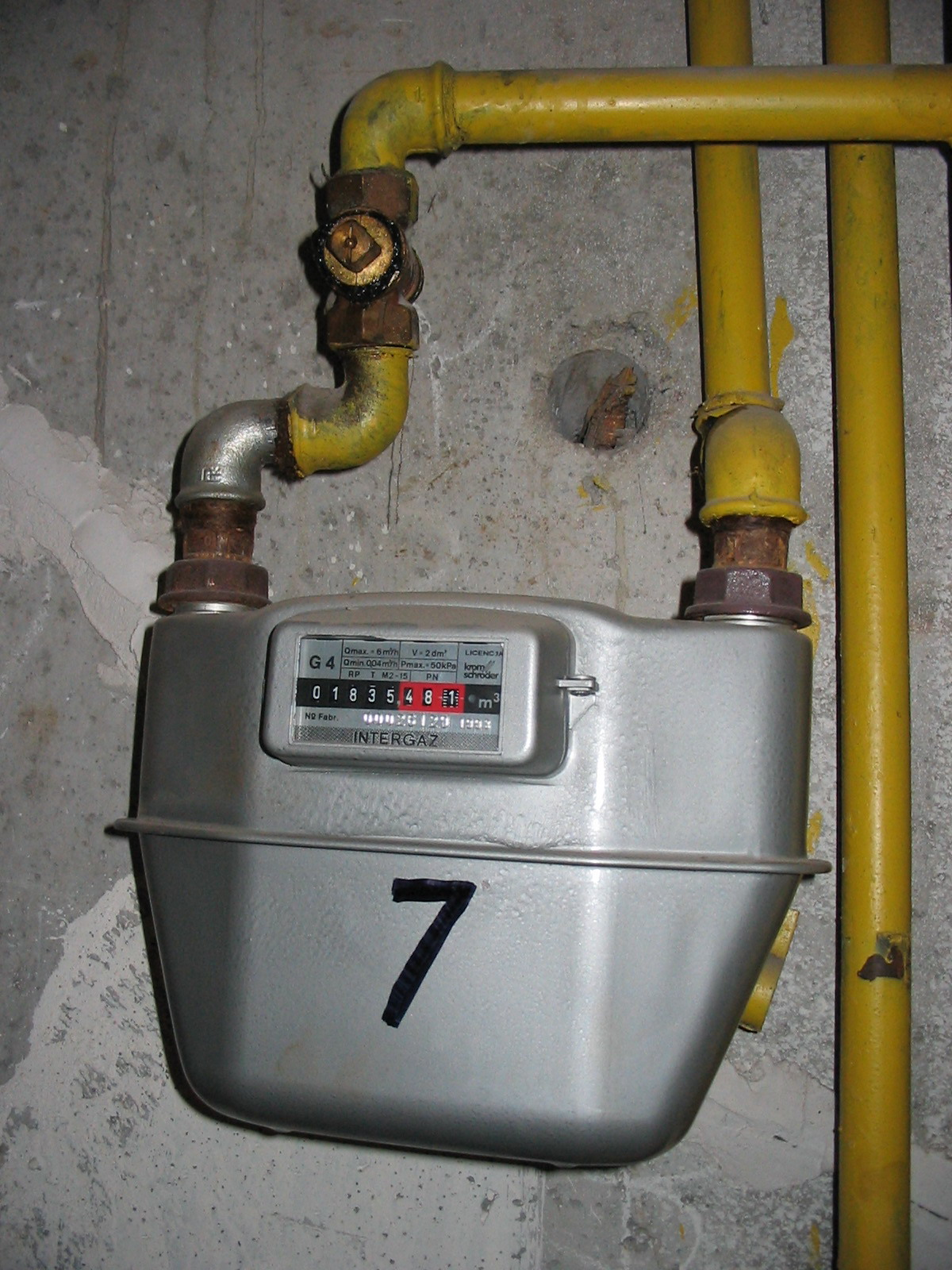
Gazomierz miechowy. U góry widać kurek gazowy (zawór stożkowy uzyskujący szczelność przez docier) bez klucza

Gazomierz – przyrząd służący do pomiaru objętości przepływającego gazu (całkujący albo sumujący objętość gazu przepływającego przez gazomierz w danym czasie); rodzaj przepływomierza wywzorcowanego przeważnie w metrach sześciennych.
Stosuje się gazomierze silnikowe, w których ruchomy element (wiatraczek, tłok lub bęben) napędzany jest przez różnicę ciśnień gazu po obu jego stronach oraz gazomierze zwężkowe (manometryczne), w których ilość gazu ustala się poprzez pomiar różnicy ciśnień po obu stronach zwężki umieszczonej w strumieniu przepływającego gazu.